# 小林亮子
小林亮子（こばやし りょうこ、1983年 - ）は、埼玉県出身の女優である。桜美林大学総合文化学科卒業。劇団「青年団」所属（2005年 - ）。

## 出演

### 舞台
- 「もう風も吹かない」
- 「北限の猿」
- 「ソウル市民」
- 「ソウル市民1919」
- 「サンタクロース会議」
- 「銀河鉄道の夜」
- 「さよならだけが人生か」